# 保罗·巴雷利
保罗·巴雷利（義大利語：Paolo Barelli，1954年6月7日—），意大利男子游泳运动员。他曾代表意大利参加世界游泳锦标赛，获得一枚铜牌。他也曾参加1972年和1976年夏季奥运会。